# 克里蜆蝶屬
克里蜆蝶屬（學名：Callistium）是蜆蝶亞科裡的一個屬，共有2個物種，分佈於巴西。

## 物種
- 克里蜆蝶 Callistium cleadas
- 多斑點蜆蝶 Callistium maculosa

## 腳註
1. ↑  Tree of Life Web Project. 2007. Callistium Westwood 1851. Version 05 May 2007 (under construction). http://tolweb.org/Callistium/104667/2007.05.05 （页面存档备份，存于） in The Tree of Life Web Project, http://tolweb.org/ （页面存档备份，存于） （英文）

## 外部連結
- Callistium （页面存档备份，存于） - funet.fi